# Door de wind
Chansons représentant la Belgique au Concours Eurovision de la chanson
Laissez briller le soleil
(1988) Macédomienne
(1990)
Door de wind est une chanson écrite et composée par Stef Bos et interprétée par la chanteuse belge Ingeborg, sortie en 45 tours en 1989 et parue sur l'album Voor één seconde en 1990.
C'est la chanson choisie pour représenter la Belgique au Concours Eurovision de la chanson 1989 se déroulant à Lausanne.
La chanson a également été enregistrée par Ingeborg en anglais, sous le titre Breakaway (« Se détacher »).

## À l'Eurovision
Elle est intégralement interprétée en néerlandais, l'une des langues nationales de la Belgique, comme l'impose la règle entre 1976 et 1999. L'orchestre est dirigé par Freddy Sunder.
Door de wind est la 6e chanson interprétée lors de la soirée, suivant Bana Bana de Pan (de) pour la Turquie et précédant Why Do I Always Get It Wrong de Live Report pour le Royaume-Uni.
À la fin du vote, Door de wind obtient 13 points et se classe 19e sur les 22 chansons participantes,.

## Liste des titres
| A1. | Door de wind                      | Stef Bos | Stef Bos | 2:57 |
| B1. | Door de wind (version acoustique) | Stef Bos | Stef Bos | 2:57 |

## Classements

### Classements hebdomadaires
| Classement (1989)                      | Meilleure position |
| -------------------------------------- | ------------------ |
| Belgique (Flandre Ultratop 50 Singles) | 18                 |
| Belgique (Flandre Vlaamse top 10)      | 2                  |

## Historique de sortie
| Pays      | Titre        | Date | Format   | Label            |
| --------- | ------------ | ---- | -------- | ---------------- |
| Belgique, | Door de wind | 1989 | 45 tours | HKM, CNR Records |
| Belgique, | Breakaway    | 1989 | 45 tours | HKM, CNR Records |
| Pays-Bas  | Breakaway    | 1989 | 45 tours | HKM, CNR Records |